# Клюзаз
Клюза̀з, или Ла Клюза (La Clusaz), е планинско курортно село в Североизточна Франция.
Разположено е в департамент От Савоа на регион Рона Алпи. Надморска височина 1039 м. На 23 км западно от Клюзаз е департаментния център град Анси. На около 45 км на югоизток от Клюзаз е връх Монблан. Клюзаз е зимен ски-център от 1907 г. Население 1904 жители от преброяването през 2007 г.